# Аллен, Уильям
Уи́льям Э. А́ллен (William E. Allen; Техас, США) — государственный деятель США, с 10 февраля 1919 года по 30 июня 1919 года — исполняющий обязанности директора американского Бюро расследований (BOI — англ. Bureau of Investigation).
До 1919 года Уильям Аллен работал помощником директора Бюро расследований по военным вопросам.
10 февраля 1919 года Аллен был назначен исполняющим обязанности директора Бюро расследований.
30 июня 1919 года ушёл в отставку и был заменён Уильямом Дж. Флинном.